# Сарагоса (провинция)
Сараго́са (исп. и араг. Zaragoza) — провинция на северо-востоке Испании в составе автономного сообщества Арагон. Административный центр — город Сарагоса, являющийся также административным центром Арагона.

## География
Территория — 17 274 км² (4-е место среди провинций страны).

## Демография
Население — 912 тыс. (16-е место; данные 2005 года).